# سفارة فرنسا في الأرجنتين
سفارة فرنسا في الأرجنتين هي أرفع تمثيل دبلوماسي لدولة فرنسا لدى الأرجنتين. تقع السفارة في بوينس آيرس وهي تهدف لتعزيز المصالح الفرنسية في الأرجنتين.

## وصلات خارجية
- الموقع الرسمي
- قائمة سفارات فرنسا
- قائمة السفارات في الأرجنتين